# Dschamil al-Sayed

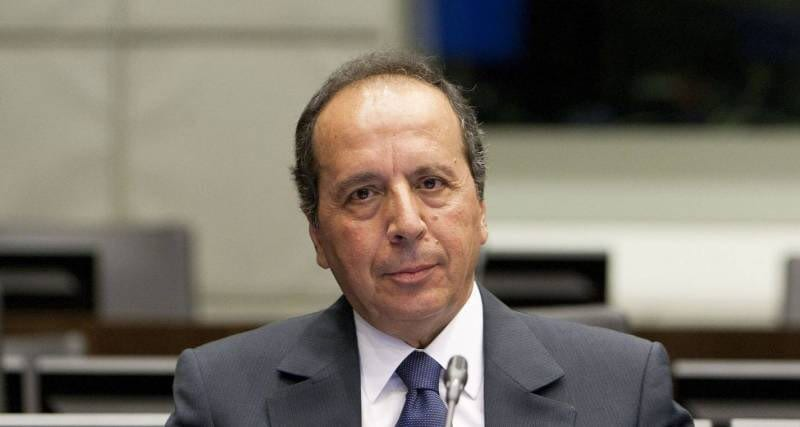
Dschamil al-Sayed

Dschamil al-Sayed (arabisch جميل السيد; * 1950) ist ein ehemaliger libanesischer General.

## Leben
Er wurde 2005 im Zusammenhang mit dem Attentat auf den Fahrzeugkonvoi des libanesischen Ex-Ministerpräsidenten Rafik al-Hariri inhaftiert und kam 2009 mangels Tatverdacht wieder frei. Er erwirkte einen Haftbefehl in Syrien gegen Detlev Mehlis, bis Januar 2006 Hauptermittler der UN-Untersuchungskommission des Falles Hariri.